# Benyahia Abderrahmane
Benyahia Abderrahmane là một đô thị thuộc tỉnh Mila, Algérie. Dân số thời điểm năm 2002 là 10.222 người.